# 巴蘇爾
巴蘇爾，是印度北方邦一個種姓，現在列為表列种姓和表列部落。

## 起源
巴蘇爾種姓傳統上以製作竹器為業，他們的名字意味著竹子。他們主要生活在賈勞恩縣、哈米爾普爾、马霍巴、詹西縣、班達縣。他們多數人也可說印地語。

## 現狀
巴蘇爾人實踐嚴格的氏族以及社區內婚，他們的主要氏族是Bahmangot，Dhuneb，Katahriya，Sikarwar，Samangot，Sonach和Supa。巴蘇爾人住在多種姓村莊中，但有自己的處所。 他們的每個定居點都由一個非正式的種姓委員會，即潘查雅特領導，負責解決任何社區內的爭議。他們是印度教徒，以拉克希米和難近母作部落神。
他們的傳統職業是製作竹籃子和畜牧業，同時也是佃農，現在從事日薪性工作的人增加。 他們也作為鄉村音樂家，特別是在遊行，婚姻和其他社會宗教儀式期間。
在2011年印度北方邦人口普查顯示，巴蘇爾種姓人口為129,885人。